# Unsere Liebe Frau im Walde-Sankt Felix
Unsere Liebe Frau im Walde-Sankt Felix (tyskt uttal: [ˈʊnsərə ˈliːbə fraʊ ʔɪm ˈvaldə saŋkt ˈfeːlɪks], italienska: Senale-San Felice [seˈnaːle saɱ feˈliːtʃe]) är en kommun i provinsen Sydtyrolen i regionen Trentino-Sydtyrolen i norra Italien. Huvudort är St. Felix. Kommunen har 787 invånare (2024), på en yta av 27,63 km². Enligt 2024 års folkräkning talar 97,42 % av befolkningen tyska, 2,44 % italienska och 0,14 % ladinska som modersmål.

## Orter
Orter (località) i kommunen Unsere Liebe Frau im Walde-Sankt Felix med fler än 20 invånare (inom parentes invånarantal 2021):

- St. Felix/San Felice (265)
- Unsere Liebe Frau im Walde/Senale (82)
- Malgasott (62)